# Joelia Litejkina
Joelia Aleksandrovna Litejkina (Nemaja) (Russisch: Юлия Александровна Немая) (Kraj Chabarovsk, 30 december 1977) is een voormalig Russisch langebaanschaatsster. Haar specialiteit lag op de korte afstanden (500 en 1000 meter).

## Persoonlijke records
| Afstand    | Tijd    | Datum            | Baan            |
| ---------- | ------- | ---------------- | --------------- |
| 500 meter  | 37,66   | 4 december 2009  | Calgary         |
| 1000 meter | 1.16,43 | 11 november 2007 | Salt Lake City  |
| 1500 meter | 2.04,42 | 8 november 2006  | Kolomna         |
| 3000 meter | 5.08,18 | 27 november 2004 | Nizjni Novgorod |

## Resultaten
| Jaar | NK Sprint | NK Afstanden     | WK Allround | WK Sprint | WK Afstanden       | Olympische Spelen |
| ---- | --------- | ---------------- | ----------- | --------- | ------------------ | ----------------- |
| 2001 | 18e       |                  |             |           |                    |                   |
| 2002 |           |                  |             |           |                    |                   |
| 2003 | 4e        |                  |             |           |                    |                   |
| 2004 | 7e        | 4e 500m 9e 1000m |             |           |                    |                   |
| 2005 | 5e        |                  |             |           |                    |                   |
| 2006 |           | 500m · 25e 1000m |             | 19e       |                    |                   |
| 2007 |           |                  |             |           |                    |                   |
| 2008 |           |                  | 14e         |           | 12e 500m 17e 1000m |                   |
| 2009 |           |                  |             | 15e       | 5e 500m            |                   |
| 2010 |           |                  |             | 11e       |                    | DQ 500m           |

DQ = gediskwalificeerd